# Riddles, Ruins & Revelations
Riddles, Ruins & Revelations es el décimo álbum de estudio de la banda noruega de metal gótico Sirenia. Fue lanzado el 12 de febrero de 2021 a través de Napalm Records. El primer sencillo "Addiction No. 1" fue lanzado el 8 de diciembre de 2020, junto con un video musical. El segundo sencillo, "We Come to Ruins", fue lanzado el 12 de enero de 2021. El 10 de febrero de 2021, la banda lanzó su tercer sencillo que es una versión de la cantante francesa Desireless, "Voyage, voyage".

## Historia
Riddles, Ruins & Revelations fue grabado y producido en su totalidad en el estudio personal de Morten Veland (Audio Avenue Studios) en Tau, Noruega a mediados de 2020. Es el primer álbum de la banda que no incluye grabaciones adicionales en Marsella con el coro sinfónico mixto francés (llamado  Sirenian Choir ).
El décimo álbum de Sirenia es un cambio estilístico notable para el grupo. En esencia, contiene un estilo musical pop metal con algunos elementos electrónicos, optando por una apuesta más comercial que incluyó el lanzamiento de dos videos musicales.
Ciertamente, la banda se alejó del tradicional sonido gótico y sinfónico que los caracterizó en el pasado, veinte años después de su fundación. Veland dijo:

El álbum es muy diverso, como debería ser un álbum de Sirenia. Hay mucho material que muestra a la banda desde un lado nuevo, y hay mucho material que se espera de la banda musicalmente. Con todo, el álbum llevará a los oyentes a través de un viaje que abarcará paisajes musicales familiares e inexplorados. [...]

## Lista de canciones
Todas las canciones fueron escritas por Morten Veland, excepto en "Voyage, Voyage" por Jean-Michel Rivat  y Dominique Dubois.

Todas las canciones escritas y compuestas por Morten Veland, excepto en donde se indique.. 
| N.º | Título                     | Duración |  |
| 1.  | «Addiction No. 1»          | 4:03     |  |
| 2.  | «Towards an Early Grave»   | 5:27     |  |
| 3.  | «Into Infinity»            | 4:41     |  |
| 4.  | «Passing Seasons»          | 4:43     |  |
| 5.  | «We Come to Ruins»         | 5:12     |  |
| 6.  | «Downwards Spiral»         | 5:55     |  |
| 7.  | «Beneath the Midnight Sun» | 4:43     |  |
| 8.  | «The Timeless Waning»      | 4:04     |  |
| 9.  | «December Snow»            | 5:20     |  |
| 10. | «This Curse of Mine»       | 4:18     |  |

| Bonus track |                                       |          |  |
| N.º         | Título                                | Duración |  |
| 11.         | «Voyage Voyage» (cover de Desireless) | 4:18     |  |

## Créditos

### Sirenia
- Morten Veland - voces, guitarras, bajo, teclados, programación, mezcla, masterización, ingeniería dura y limpia
- Emmanuelle Zoldan - voz femenina, traducción al francés
- Nils Courbaron - guitarras
- Michael Brush - batería

### Músicos de sesión
- Joakim Næss - voz limpia en "Downwards Spiral"

### Producción
- Gyula Havancsák - arte de la portada, diseño, maquetación
- Richelle ter Heege – fotografía

## Listados
| Listado (2021)                | Máxima posición |
| ----------------------------- | --------------- |
| Alemania (Offizielle Top 100) | 89              |
| Suiza (Schweizer Hitparade)   | 18              |